# Caroline Cloutier
Caroline Cloutier est une artiste, photographe et sculptrice québécoise, né à Montréal en 1985, où elle vit travaille encore aujourd’hui.

## Prix et Bourses
Depuis 2007, elle a été récompensée de nombreuses bourses du Conseil des Art et des Lettres Québec (CALQ), du Conseil des arts du Canada et a reçu ou été finaliste de prix prestigieux :
- 2014 : Nomination pour la meilleure exposition solo en centre d’artistes à Montréal au Gala des arts visuels
- 2018 : Prix Lande en Photographie des beaux-arts de l’université Concordia
- 2021 : Finaliste (parmi une longue liste) du Prix New Generation Photography de la Galerie des beaux-arts du Canada en collaboration avec la Scotiabank

## Expositions (sélection)

### Expositions individuelles
2010 : Apprivoiser le familier, Centre Action Art Actuel, Saint-Jean-sur-Richelieu, QC, Canada.
2014 : 
- Vertige, Centre Clark, Montréal, QC, Canada[7].
- Vertige : les miroirs, Galerie Nicolas Robert, Montréal, QC, Canada[8].
- Les sabliers, Centre Diagonale, Montréal, QC, Canada.

2016 :
- Contre-espaces (Déploiements), Centre VU, Québec, QC, Canada[9].
- Contre-espaces (Emboîtements), Galerie Nicolas Robert, Montréal, QC, Canada[10].

2018 : In-Between, The Invisible Dog Art Center, Brooklyn, NY, États-Unis.
2020 :
- Variations, Fondation Molinari, Montréal, QC, Canada[11],[12].
- Light Switch, Galerie Nicolas Robert, Montréal, QC, Canada[13].

2022 : Le travail de l’ombre, OPTICA, Centre d’art contemporain, Montréal, QC, Canada.

### Exposition collectives
2010 : « Comme une poignée de flèches », MC Plateau-Mont-Royal, Montreal, QC, Canada, commissaire Louise Viger.
2012 :
- 4e Biennale du dessin, Musée des Beaux-Arts du Mont-Saint-Hilaire, Mont-Saint-Hilaire, QC, Canada [14].
- « Des choses suspendues », présenté par Diagonale, Maison de la culture Côte-des-Neiges, Montréal, QC, Canada, commissaire : François Chalifour[15].
- « Lieux communs / Common Grounds », Warren G. Flowers Gallery, Montreal, QC, Canada.

2013 :
- « La sculpture en temps et lieux », Centre Circa, Montréal, QC, Canada, commissaire Lise Lamarche[16].
- « Autour de l'UQAM », Galerie d'Este, Montréal, QC, Canada, commissaire  Jacques Champagne.

2014 : Symposium international d’art in situ, Jardins du précambrien, Fondation Derouin, Val-David, QC, Canada, commissaires Chloé Charce et Guy Sioui Durand.  
2015 : « Moving Still / Still Moving », Art Mûr, Montréal, QC, Canada, commissaire Anaïs Castro,. 
2016 :
- Grandeur Nature, Galerie Art Mûr, Montréal, QC, Canada[19].
- Secret Places, Kunstsammlung des Landes OÖ, Linz, Autriche, commissaires Elisa Andessner et Verena Hullik[4].
- Les temps suspendus, Galerie Stewart Hall, Pointe-Claire, QC, Canada, commissaire Céline Le Merlus[20].

2017 :
- March Mostra, British School at Rome, Rome, Italie.
- « Énigmes de l’ombre et de la lumière », avec Martin Désilets, Plein Sud, Longueuil, QC, Canada, commissaire Francine Paul[21].

2018 :
- « Traveling Spaces », VOLTA Art Fair, New York, États-Unis, commissaires Melissa Bianca Amore et William Stover[22].
- « Variations sur le plein et le vide, l’envers et l’endroit », Galerie Nicolas Robert, Montréal, QC, Canada[23].

2019 :
- « Vacances des lieux », Fondation Grantham, Saint-Edmond-de-Grantham, QC, Canada[24].
- « Ciel », Galerie Nicolas Robert, Montréal, QC, Canada.

2022 : « Les illusions sont réelles », Manif d’art 10, Musée national des beaux-arts du Québec, Québec, QC, Canada, commissaire Steven Matijcio,.

### Art public
2016 :
- Le palais des glaces, École primaire du Bois-de-Liesse, Bois-de-Liesse, QC, Canada.
- Nuances, École primaire Aux-couleurs-du-savoir, Saint-Jérôme, QC, Canada.

2019 : La lumière des appareils, Espace Go, Montréal, QC, Canada.
2022 : Le portail, Centre Culturel Desjardins, Joliette, QC, Canada.

## Collections
- Musée national des beaux-arts du Québec[27]
- Desjardins
- Telus
- Deloitte
- Collection de la ville de Longueuil